# Cnemidochroma lopesi
Cnemidochroma lopesi là một loài bọ cánh cứng trong họ Cerambycidae.